# Billet s'il vous plaît
Pour plus de détails, voir Fiche technique et Distribution.
Billet s'il vous plaît (Box-Office Bunny) est un cartoon de la série Looney Tunes réalisé par Darrell Van Citters en 1990 avec les studios Warner Bros. Animation. Cependant, le dessin animé n'est diffusé pour la première fois aux États-Unis qu'en 1991, sur la télévision américaine. Il met en scène Bugs Bunny, Daffy Duck, Elmer Fudd.
Ce dessin animé a été créé en l'honneur du cinquantième anniversaire de Bugs Bunny.

## Synopsis
Près du terrier champêtre du lapin Bugs Bunny, dont l'entrée est marquée par sa boite aux lettres, se trouve un panneau publicitaire géant annonçant la construction prochaine d'un multiplexe de cent salles de cinéma, nommé « Cineminium ». Deux ouvriers arrivés en camion déroulent alors un gigantesque tapis gris sur le sol (du béton, en fait), recouvrant au passage le terrier de Bugs. Le complexe y « pousse » d'un coup et une foule énorme s'y précipite. Dans une des salles, on passe un film de guerre très bruyant, qui incommode Bugs dans son terrier. Interrompu dans sa lecture, il sort  en déchirant la moquette de la salle de cinéma. Quand il entend le mot « Brooklyn » dans le dialogue du film, il s'y intéresse et prend place dans un fauteuil. Mais quand il croque une carotte, le bruit attire l'ouvreur qui se trouve être Elmer Fudd. Ce dernier éblouit le lapin de sa lampe (qui lui sort sa phrase fétiche : « Quoi d'neuf, docteur ? »), demande de ne plus faire de bruit, puis lui demande son ticket d'entrée. Outré, le lapin lui retourne la lampe dans ses yeux et lui demande à son tour s'il a un ticket. Devant l'hésitation d'Elmer, Bugs se transforme en policier de la route et lui dresse un procès-verbal (notamment pour n'avoir qu'une « lumière »). Elmer finit par découvrir que le policier est ce lapin qu'il déteste. Bugs lui enfonce son casque de policier sur la tête jusqu'à le recouvrir complètement, et s'enfuit.
D'autre part, Daffy Duck utilise sa carte de bibliothèque pour resquiller en faisant sauter avec elle  le loquet qui bloque la porte de sortie des salles. Mais de l'autre côté de la porte, il bute contre Bugs et Elmer. Ce dernier attrape le canard par le cou. Daffy lui fait reconnaître son erreur, et après un discours avec Bugs Bunny qui tente de l'induire en erreur, il pousse littéralement Elmer à poursuivre à nouveau le lapin en fuite, puis les suit dans leur course. Entrés dans une salle, ils se retrouvent tous les trois collés au sol à cause des restes de chewing-gum consommées par les spectateurs. Ils se déplacent avec difficultés, en faisant en rythme des bruits de succions avec leurs pieds, ce qui leur donne envie de danser comme sur un air de rap. Bugs en profite pour s'éclipser. Daffy le remarque, tape Elmer qui continue à danser, en le traitant de Barychnikov, le danseur étoile russo-américain. Elmer demande au vendeur de friandises et de boissons s'il n'aurait pas vu le lapin. Le vendeur est Bugs déguisé et il lui répond par la négative, puis lui demande s'il désire autre chose. Elmer lui commande une grande portion de pop-corn et un verre « medium » de soda. Il reçoit un véritable « tonneau » de pop-corn et un verre de boisson plus large que lui, et Bugs, tuyau d'arrosage à la main, lui propose d'arroser son pop-corn de beurre. Daffy demande à Elmer s'il ne remarquerait pas quelque chose d'extraordinaire. Elmer lui répond : « il n'y a plus de corn flakes » ? Daffy, excédé par la bêtise d'Elmer, tire les oreilles du lapin hors de sa casquette devant Elmer, qui comprend son erreur. Ils pourchassent Bugs, qui répand le beurre devant eux et ouvre la porte d'une salle de cinéma. Elmer et Daffy glissent et, par un croche-pied de Bugs, sont projetés dans l'écran de la salle. Le film dans lequel ils attérissent est un slasher avec un tueur armé d'un tronçonneuse. Pris de panique, Elmer et Daffy courent en tout sens, et face aux spectateurs, tapent de leurs poings l'écran pour en sortir. On voit alors Bugs installé dans la salle parmi les autres spectateurs, qui mange du pop-corn et qui conclut en disant : « Dire qu'il faut un miracle pour entrer dans le cinéma et ces deux-là veulent en sortir ! » .
Pendant l'écran final du cartoon, Daffy et Elmer traversent l'écran afin d'échapper au film, et Bugs sort du trou qu'ils ont fait et dit simplement au public "Et c'est fini les amis !".

## Fiche technique
- Réalisation : Darrell Van Citters
- Scénario : Charles Carney
- Producteur : Kathleen Helppie-Shipley
- Production : Warner Bros. Animation
- Musique : Hummie Mann
- Montage : Rick Gehr
- Effets sonores : Frank Raciti
- Durée : 5 minutes
- Pays : États-Unis
- Langue : anglais
- Distribution : États-Unis :
  - Warner Bros. 1990 cinéma
  - Warner Home Video 1993 vidéo et laserdisc
  - Warner Home Video 2009 DVD
- Format : 35 mm, 1,85 : 1 , couleur (Technicolor), son dolby stéréo
- Date de sortie : États-Unis : 8 février 1991 (TV) (New York City, New York)
  - Finlande : 1er décembre 1990
  - Colombie : 20 décembre 1990

## Distribution

### Version originale
- Jeff Bergman : Bugs Bunny, Daffy Duck et Elmer Fudd
- Greg Berg : audience (non crédité)
- Jim Cummings  : un acteur (non crédité)
- Tress MacNeille : une actrice (non créditée)

### Version Française
- Guy Pierrault : Bugs Bunny
- Patrick Guillemin : Daffy Duck et Elmer Fudd

## Dessinateurs et animateurs
- Nancy Avery
- Bronwen Barry
- Ed Bell
- Alan Bodner
- Ken Bruce
- Chris Buck
- Kathi Castillo
- Hyunsook Cho
- Tony Fucile
- George Goodchild
- Lennie K. Graves
- Karenia Kaminski
- Mark Kausler
- Diane Keener
- Shawn Keller
- Pat Keppler
- Dori Littell-Herrick
- Tom Mazzocco
- Harry Sabin
- Bob Scott
- Toby Shelton
- Alan Smart
- Rose Ann Stire
- Gregg Vanzo
- Dora Yakutis
- Will Finn (non crédité)